# Kënga Magjike 2010
Kënga Magjike 12 var den 12:e upplagan av den albanska musiktävlingen Kënga Magjike. Tävlingen hölls mellan den 18 och 20 november 2010, med final fredagen den 20 november.
Den 16 september 2010 släpptes listan på 56 artister som kom att delta i tävlingen. Därefter kom låtarna, innan tävlingen hölls, att presenteras för publiken vid "E diela shqiptare", som sedan telefonröstade. De 48 låtar som då fick flest röster kom med i tävlingen och kom då att delta i någon av de två semifinalerna 18 & 19 november.
Flera deltagare i tävlingen har deltagit i tidigare tävlingar. Bland annat Juliana Pasha, som representerade Albanien vid Eurovision Song Contest 2010 i Oslo, tävlade i årets tävling med en annan Eurovision-deltagare, Luiz Ejlli. Ytterligare en Eurovision-deltagare som fanns med i startfältet för i år var Olta Boka. Andra deltagare har både deltagit i Festivali i Këngës och Kënga Magjike tidigare, exempelvis Pirro Çako, som ställde upp i Festivali i Këngës 2009 med låten "Një tjetër jetë".

## Deltagare
Nedan följer en lista över de 57 deltagarna i Kënga Magjike i alfabetisk ordning:
- A&B - "Nuk betohem dot"
- Adrian Gaxha - "Edhe një herë"
- Alb Magji - "Zemer luje"
- Albi Xhepa - "Ne ekstremin tend"
- Andi Kongo - "Shija e saj"
- Anxhelo Koçi - "Do te behem"
- APG - "A e din"
- Argjentina Ramosaj - "Engjejt qajne"
- Aurel Hamzaj - "S'mund te jem"
- Azra Ibraimi - "Me veten"
- Beatrix Ramosaj - "E dua Beat-in"
- Besart Halimi - "Nuk eshte vone"
- Blerina Matraku - "Zemra ime sme degjoi"
- Burn - "E dija"
- Çiljeta - "Te dy qajme te ndare"
- Egla Shkurti - "Ti rri edhe pak"
- Eni Koçi ft. Capital T - "Diva"
- Era Rusi - "Gipsy Lover"
- Eranda Libohova - "Rrofte dashuria"
- Erinda Neziri - "Nuk e dija"
- Erjon Beçi - "Aurores"
- Ester Hoxha - "Te urrej se te dua"
- Fortesa Hoti - "Akull"
- Gerta & Kleti Mahmutaj - "Ne ditar nje dashuri"
- Gerti Gjoni - "Pse s'me dhe kohen"
- Goldi Halili - "Emrin tim do ta bej vete"
- Gresa Behluli - "Faqe e re"
- Greta Koçi - "Koha s'ndalet"
- Heldi Kraja - "Diellor"
- Ilira Gashi - "Tek"
- Jorida Zaimaj - "Zemres"
- Juliana Pasha & Luiz Ejlli - "Sa e shite zemren"
- Kelly - "Nuk jam ai"
- Linda Halimi, Nora Istrefi & Big D - "All Mine"
- Lynx - "Nuk ma ndjen"
- Master Bass & 25% - "Night Game"
- Mateus Frroku - "Live me ty"
- Njomza Kallba - "Je i vetmi"
- Noizy - "My Lady"
- Olta Boka - "Mbeti nje brenge"
- Olti Marku - "Disa dite me pare Lola"
- Ornela Zela - "Puthje e pafund"
- Pirro Çako - "Mirembrema si je"
- Rezarta Shkurta - "Budallaçke e vogel"
- Ronela Hajati - "Harroje"
- Rozana Radi & Ramdan Krasniqi - "Valsi i tradhetise"
- Semi - "Energji pozitive"
- Shamsah Gega - "Kthema zemren"
- Shota Baraliu - "Pinky man"
- Siçiliana Mazi - "S'të fal"
- Stresi - "Tik Tak"
- Teuta Kurti - "Mos pi mo"
- Vedat Ademi - "Vjet s'bien shpesh"
- Vesa Luma - "Vetem"
- Voltan Prodani - "Te mos jete e fundit here"
- Zajmina Vajsari - "Nje me gjashte"

### Uppvisade bidrag
Lista över uppvisade bidrag vid "E diela shqiptare" efter datum:

#### 19 september
| N° | Artist          | Låt                |
| -- | --------------- | ------------------ |
| 1  | Beatrix Ramosaj | "E dua Beat-in"    |
| 2  | Erjon Beçi      | "Aurores"          |
| 3  | Semi            | "Energji pozitive" |
| 4  | Stresi          | "Tik Tak"          |
| 5  | Teuta Kurti     | "Mos pi mo"        |
| 6  | Ronela Hajati   | "Harroje"          |

#### 26 september
| N° | Artist                     | Låt                 |
| -- | -------------------------- | ------------------- |
| 7  | Kelly                      | "Nuk jam ai"        |
| 8  | Erinda Neziri              | "Nuk e dija"        |
| 9  | Azra Ibraimi               | "Me veten"          |
| 10 | Lynx                       | "Nuk ma ndjen"      |
| 11 | Shota Baraliu              | "Pinky man"         |
| 12 | Juliana Pasha & Luiz Ejlli | "Sa e shite zemren" |

#### 3 oktober
| N° | Artist          | Låt                        |
| -- | --------------- | -------------------------- |
| 13 | Zajmina Vajsari | "Nje me gjashte"           |
| 14 | Rezarta Shkurta | "Budallaçke e vogel"       |
| 15 | APG             | "A e din"                  |
| 16 | Blerina Matraku | "Zemra ime sme degjoi"     |
| 17 | Goldi Halili    | "Emrin tim do ta bej vete" |
| 18 | Gerti Gjoni     | "Pse s'me dhe kohen"       |

#### 10 oktober
| N° | Artist                                  | Låt                    |
| -- | --------------------------------------- | ---------------------- |
| 19 | Capital T & Eni Koçi                    | "Diva"                 |
| 20 | Heldi Kraja                             | "Diellor"              |
| 21 | Shamsah Gega                            | "Kthema zemren"        |
| 22 | Linda Halimi ft. Nora Istrefi ft. BIG D | "All Mine"             |
| 23 | Vedat Ademi                             | "Vjet s'bien shpesh"   |
| 24 | Çiljeta                                 | "Te dy qajme te ndare" |
| 25 | Egla Shkurti                            | "Ti rri edhe pak"      |

#### 17 oktober
| N° | Artist         | Låt                |
| -- | -------------- | ------------------ |
| 26 | Greta Koçi     | "Koha s'ndalet"    |
| 27 | Olta Boka      | "Mbeti nje brenge" |
| 28 | Ilira Gashi    | "Tek"              |
| 29 | Andi Kongo     | "Shija e saj"      |
| 30 | Njomza Kallaba | "Je i vetmi"       |
| 31 | Noizy          | "My Lady"          |

#### 24 oktober
| N° | Artist                        | Låt                  |
| -- | ----------------------------- | -------------------- |
| 32 | Argjentina Ramosaj            | "Engjejt qajne"      |
| 33 | Besart Halimi                 | "Nuk eshte vone"     |
| 34 | Ornela Zela                   | "Puthje e pafund"    |
| 35 | Master Bass & 25%             | "Night Game"         |
| 36 | Vesa Luma                     | "Vetem"              |
| 37 | Aurel Hamzaj                  | "S'mund te jem"      |
| 38 | Rozana Radi & Ramdan Krasniqi | "Valsi i tradhetise" |

#### 1 november
| N° | Artist                  | Låt                      |
| -- | ----------------------- | ------------------------ |
| 39 | Pirro Çako              | "Mirembrema si je"       |
| 40 | Mateus Frroku           | "Live me ty"             |
| 41 | Era Rusi                | "Gipsy Lover"            |
| 42 | Gerta & Klejti Mahmutaj | "Ne ditar nje dashuri"   |
| 43 | Jorida Zaimaj           | "Zemres"                 |
| 44 | Olti Marku              | "Disa dite me pare Lola" |

#### 7 november
| N° | Artist            | Låt                   |
| -- | ----------------- | --------------------- |
| 45 | Fortesa Hoti      | "Akull"               |
| 46 | Anxhelo Koçi      | "Do te behem"         |
| 47 | Burn              | "E dija"              |
| 48 | Korab Jetishi     | "Mjeshtri i puthjeve" |
| 49 | Adelajda & Bjordi | "Nuk betohem dot"     |
| 50 | Siciliana Mazi    | "S'te fal"            |

#### 14 november
| N° | Artist          | Låt                         |
| -- | --------------- | --------------------------- |
| 51 | Gresa Behluli   | "Faqe e re"                 |
| 52 | Ester Hoxha     | "Te urrej se te dua"        |
| 53 | Albi Xhepa      | "Ne ekstremin tend"         |
| 54 | Alb-Magji       | "Zemer luje"                |
| 55 | Eranda Libohova | "Rrofte dashuria"           |
| 56 | Adrian Gaxha    | "Edhe një herë"             |
| 57 | Voltan Prodani  | "Të mos jetë e fundit herë" |

## Semifinalerna
Den 18 och 19 november hölls de två semifinalerna, där samtliga artister som gått vidare fick sjunga sina bidrag. Efter semifinalerna kom olika jurys att utse vinnarna i de 20 olika pristävlingarna (se listan längre ned). 

## Finalen
Finalen hölls den 20 november 2010 i Pallati i Kongresëve i Tirana. Finalen fungerade på samma vis som tidigare år, då en del går ut på att deltagarna röstar på varandra för att få fram en vinnare. Samtidigt får samtliga deltagare som tar sig till finalen en speciell utmärkelse. Årets upplaga vanns av Juliana Pasha (Albaniens representant vid Eurovision Song Contest 2010) och Luiz Ejlli (Albaniens representant vid Eurovision Song Contest 2006) med låten "Sa e shite zemren". Årets tävling var en av de jämnaste någonsin, då tvåan, Pirro Çako, endast var två poäng från segrarna. Tidigare år har segermarginalerna ofta varit över 100 poäng.

### Huvudpriset
Lista över topp 5:
| Plats | Artist                         | Låt                  | Poäng |
| ----- | ------------------------------ | -------------------- | ----- |
| 1     | Juliana Pasha & Luiz Ejlli     | "Sa e shite zemren"  | 697   |
| 2     | Pirro Çako                     | "Mirëmbrëma, si je?" | 695   |
| 3     | Rozana Radi & Ramadan Krasniqi | "Valsi i tradhtisë"  | 570   |
| 4     | Greta Koçi                     | "Koha s'ndalet"      | 508   |
| 5     | Eranda Libohova                | "Rroftë dashuria"    | 499   |

#### Fullständig lista
Lista över samtliga placeringar och poäng:
| Plats | Artist                         | Poäng |
| ----- | ------------------------------ | ----- |
| 1     | Juliana Pasha & Luiz Ejlli     | 697   |
| 2     | Pirro Çako                     | 695   |
| 3     | Rozana Radi & Ramadan Krasniqi | 570   |
| 4     | Greta Koçi                     | 508   |
| 5     | Eranda Libohova                | 499   |
| 6     | Vesa Luma                      | 459   |
| 7     | Çiljeta                        | 399   |
| 8     | Olta Boka                      | 384   |
| 9     | Rezarta Shkurta                | 366   |
| 10    | Noizy                          | 353   |
| 11    | Vedat Ademi                    | 323   |
| 12    | Adrian Gaxha                   | 298   |
| 13    | Burn                           | 289   |
| 14    | Argjentina Ramosaj             | 283   |
| 15    | Gerta & Klejti                 | 268   |
| 16    | Era Rusi                       | 243   |
| 17    | Ronela Hajati                  | 236   |
| 18    | Zajmina Vajsari                | 234   |
| 19    | Stresi                         | 217   |
| 20    | Teuta Kurti                    | 191   |
| 21    | Gerti Gjoni                    | 160   |
| 22    | Beatrix Ramosaj                | 155   |
| 23    | Adelajda & Bjordi              | 153   |
| 24    | Egla Shkurti                   | 148   |
| 25    | Eni Koçi Ft. Capital T         | 147   |
| 26    | Albi Xhepa                     | 137   |
| 27    | Mateus Frroku                  | 124   |
| 28    | Ester Hoxha                    | 112   |
| 29    | Fortesa Hoti                   | 108   |
| 30    | Alb Magji                      | 105   |
| 31    | Blerina Matraku                | 100   |
| 32    | Korab Jetishi                  | 83    |
| 33    | Lynx                           | 78    |
| 34    | Semi                           | 75    |
| 34    | Voltan Prodani                 | 75    |
| 36    | Erjon Beçi                     | 74    |
| 37    | Gresa Behluli                  | 61    |
| 38    | Master Bass & 25%              | 60    |
| 38    | Anxhelo Koçi                   | 60    |
| 40    | Aurel Amzai                    | 58    |
| 41    | Siciliana Mazi                 | 55    |
| 42    | Shamsah Gega                   | 50    |
| 43    | Azra Ibraimi                   | 45    |
| 44    | Heldi Kraja                    | 38    |
| 45    | Jorida Zaimaj                  | 32    |
| 46    | Goldi Halili                   | 31    |
| 47    | Andi Kongo                     | 20    |

### Övriga priser
| Pris                  | Översättning             | Artist                         | Låt                    |
| --------------------- | ------------------------ | ------------------------------ | ---------------------- |
| Çmimi Televiziv       | TV-priset                | Ronela Hajati                  | "Harroje"              |
| Best Rock             | Bästa rock               | Vedat Ademi                    | "Yjet sbien shpesh"    |
| Magjia e Parë         | Bästa nykomling          | Argjentina Ramosaj             | "Engjëjt Qajnë"        |
| Best Hip Hop          | Bästa Hip Hop            | Stresi                         | "Tik Tak"              |
| Best Performance      | Bästa uppträdande        | Zajmina Vasjari                | "Një me Gjashtë"       |
| Best Vocal            | Bästa röst               | Era Rusi                       | "Gypsy Lover"          |
| Best Dance            | Bästa dans               | Teuta Kurti                    | "Mos pi mo"            |
| Çmimi AMC             | AMC-priset (sponsorpris) | Burn                           | "E dija"               |
| Çmimi i Produksionit  | Bästa produktion         | Vesa Luma                      | "Vetem"                |
| Çmimi Diskografik     | Diskografiskt pris       | Çiljeta                        | "Të dy qajnë të ndarë" |
| Çmimi i Internetit    | Internetpriset           | Noizy                          | "My Lady"              |
| Best Balade           | Bästa ballad             | Olta Boka                      | "Mbete një Brengë"     |
| Çmimi Çesk Zadeja     | Çesk Zadeja-priset       | Gerta & Klejdi Mahmutaj        | "Në Ditar Një Dashuri" |
| Best Stil             | Bästa sångstil           | Adrian Gaxha                   | "Edhe një Herë"        |
| Çmimi Tendencë        | Trendpriset              | Rezarta Shkurta                | "Budallaçkë e Vogël"   |
| Kantautori më i mirë  | Bästa framträdande       | Pirro Çako                     | "Mirëmbrëma, si je?"   |
| Çmimi i Kritikës      | Kritikerpriset           | Rozana Radi & Ramadan Krasniqi | "Valësi i Tradhëtisë"  |
| Çmimi i Interpretimit | Bästa tolkning           | Greta Koçi                     | "Koha s'ndalet"        |
| Kënga Hit             | Hitlåt                   | Eranda Libohova                | "Rroftë dashuria"      |

### Händelser
Lindita Halimi skulle ha deltagit i den andra semifinalen av tävlingen tillsammans med Nora Istrefi, men deras bidrag, "All Mine", diskvalificerades. Detta eftersom de brutit ett kontrakt genom att inte komma till Tirana för ett genrep inför tävlingen. I och med detta är de båda avstängda från tävlan de kommande sex åren. Istrefis avstängning hävdes dock år 2013 då hon återkom till tävlingen med låten "I jemi je".